# 駒田小次郎
駒田 小次郎（こまだ こじろう、1861年3月3日（文久元年1月22日） - 1926年（大正15年）4月19日）は、日本の政治家、衆議院議員（1期）。

## 経歴
石川県出身。養蚕栽桑法を修得する。能美郡蚕糸業組合長、石川県農会長、県蚕糸同業組合長、県養蚕農事巡回教師、県農学校養蚕教授嘱託となる。
1908年の第10回衆議院議員総選挙において石川県郡部から立憲政友会公認で立候補して当選した。1912年の第11回衆議院議員総選挙で落選した。1926年に死去した。